# Niesthrea ventralis
Niesthrea ventralis är en insektsart som först beskrevs av Victor Antoine Signoret 1859.  Niesthrea ventralis ingår i släktet Niesthrea och familjen smalkantskinnbaggar. Inga underarter finns listade i Catalogue of Life.